# Lissonota penerecta
Lissonota penerecta är en stekelart som beskrevs av Henry Keith Townes, Jr. 1978. Lissonota penerecta ingår i släktet Lissonota och familjen brokparasitsteklar.

## Underarter
Arten delas in i följande underarter:
- L. p. genualis
- L. p. defricta